# Romeo (Michigan)
Pour les articles homonymes, voir Romeo.
Le village de Romeo est situé dans le comté de Macomb, dans l’État du Michigan, aux États-Unis. Sa population s’élevait à 3 596 habitants lors du recensement de 2010, estimée à 3 607 habitants en 2018.

## Source
- (en) Cet article est partiellement ou en totalité issu de l’article de Wikipédia en anglais intitulé « Romeo, Michigan » (voir la liste des auteurs).